# 德州農工大學校園

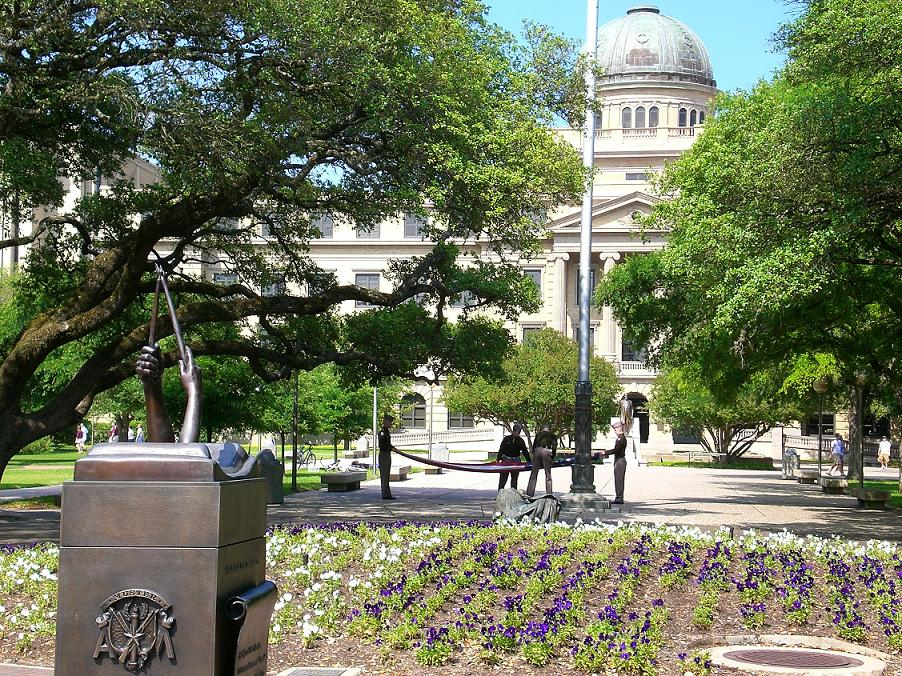
學術廣場

德州農工大學校園，亦名為Aggieland，位於美國德克薩斯州的大學城，Aggieland距離美國十大城市中的三個約320公里之遙。Aggieland的主要聯外道路是德州6號公路，以及幾個較小的公路通往45號州際公路。
德州農工大學校園被聯合太平洋鐵路所屬的鐵道一分為二，在鐵道以東的區域是主校區，其包含許多教學大樓、學生中心、凱爾體育場以及學生宿舍。在鐵道西側的校區稱為西校區，包含了大部分的運動項目，商學院，農業項目，獸醫學院，喬治布希總統圖書館及醫學院。西校區沿著金布羅大道的區域稱為研究園區，其包含了許多研究機構。